# Steven Soderbergh
Steven Andrew Soderbergh (Atlanta, 14 januari 1963) is een Amerikaans filmregisseur.
Soderbergh werd geboren in Atlanta. Voor zijn eerste film, Sex, Lies, and Videotape die hij zowel schreef als regisseerde, kreeg hij een Gouden Palm op het filmfestival van Cannes. Op dat moment was hij de jongste regisseur die de prijs had gewonnen. De film werd wereldwijd een commercieel succes.
In 2001 kreeg hij een Oscar voor Traffic, terwijl een van zijn andere films, Erin Brockovich met Julia Roberts, eveneens was genomineerd. Roberts speelde ook in zijn twee volgende films: Ocean's Eleven en Full Frontal. Andere acteurs die regelmatig met Soderbergh werken zijn Luis Guzmán, Don Cheadle, Catherine Keener en George Clooney. Samen met Clooney was hij tot de opheffing in 2006 eigenaar van de productiemaatschappij Section Eight Productions. Hierin werden films als Far from Heaven en Insomnia geproduceerd, evenals Confessions of a Dangerous Mind, Clooney's debuut als regisseur.
Soderbergh fungeert vaak als zijn eigen cameraman; hij gebruikt daarvoor het pseudoniem Peter Andrews. Soms doet hij ook zelf de montage, onder de naam Mary Ann Bernard.
In maart 2002 werd hij gekozen tot eerste vicepresident van de Directors Guild of America.
In 2014 kreeg hij een Emmy Award voor "outstanding directing" van de film Behind the Candelabra. Deze film kreeg in totaal elf Emmy Awards en twee Golden Globe Awards.

## Filmografie
- Black Bag (2025)
- Presence (2024)
- Magic Mike's Last Dance (2023)
- Kimi (2022)
- No Sudden Move (2021)
- Let Them All Talk (2020)
- The Laundromat (2019)
- High Flying Bird (2019)
- Unsane (2018)
- Logan Lucky (2017)
- Behind the Candelabra (2013)
- Side Effects (2013)
- Magic Mike (2012)
- Haywire (2011)
- Contagion (2011)
- The Informant! (2009)
- The Girlfriend Experience (2009)
- Che: Part Two (2008)
- Che: Part One (2008)
- Ocean's Thirteen (2007)
- The Good German (2006)
- Bubble (2005)
- Ocean's Twelve (2004)
- Eros (2004) (het deel Equilibrium)
- Solaris (2002)
- Full Frontal (2002)
- Ocean's Eleven (2001)
- Traffic (2000)
- Erin Brockovich (2000)
- The Limey (1999)
- Out of Sight (1998)
- Nightwatch (1997)
- Schizopolis (1996)
- Gray's Anatomy (1996)
- Underneath (1995)
- King of the Hill (1993)
- Kafka (1991)
- Sex, Lies, and Videotape (1989)